# Pavel Brioullov
Pavel Aleksandrovitch Brioullov (russe : Па́вел Алекса́ндрович Брюлло́в), né en 1840 et mort en 1914 à Saint-Pétersbourg, est un peintre paysagiste, architecte, académicien et membre du conseil de l'Académie impériale des beaux-arts, dirigeant des Ambulants, conservateur du département des beaux-arts du Musée russe de l'empereur Alexandre III. Il est le fils d'Alexandre Brioullov, professeur d'architecture à l'académie, et le neveu du célèbre peintre Karl Brioullov (Carl Brulleau).  

## Biographie

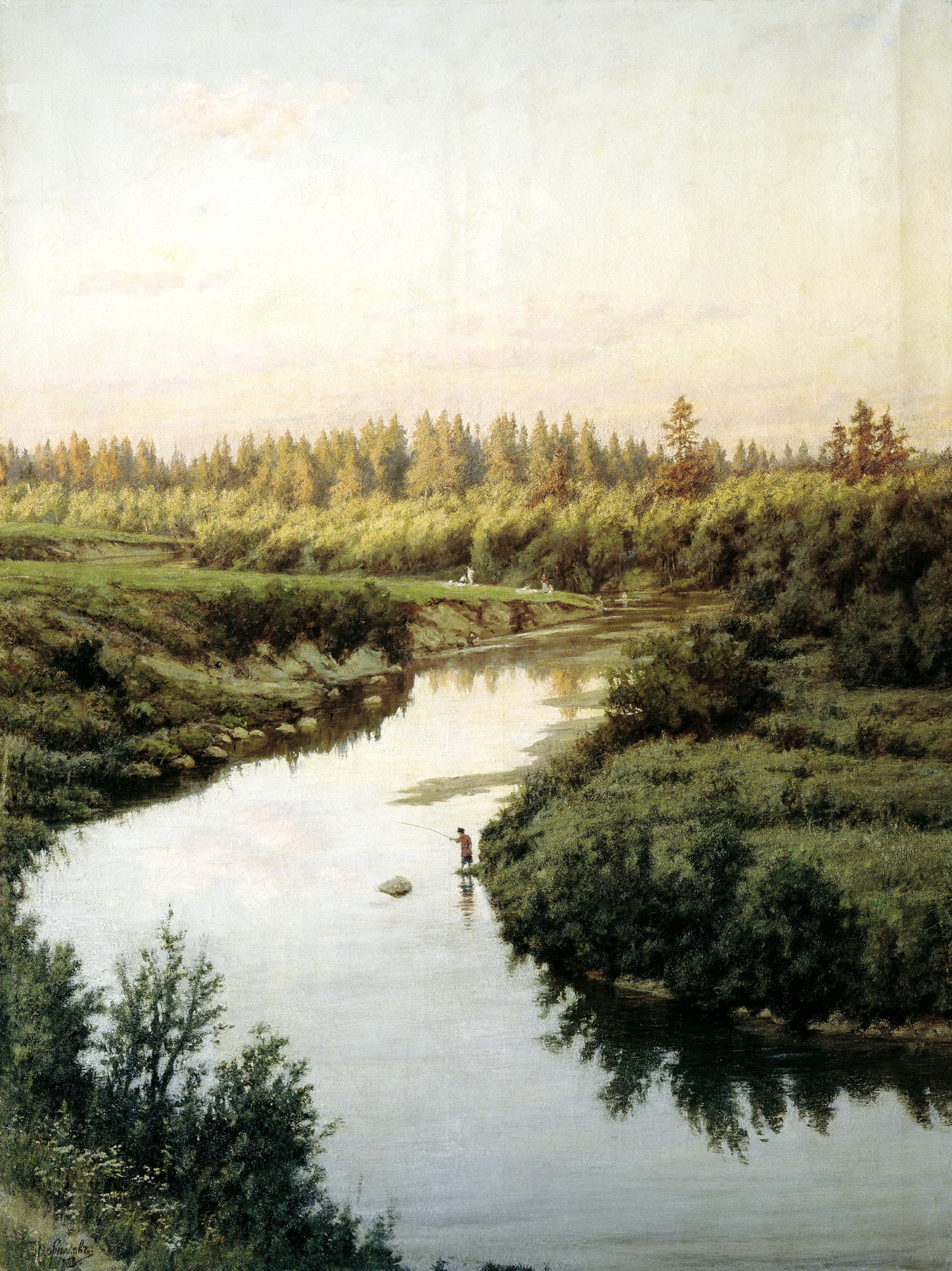
Paysage avec rivière (1900), Musée de Stavropol

Pavel Brioullov est né le 28 août 1840 (9 septembre dans le calendrier grégorien) à Saint-Pétersbourg. Il est le quatrième enfant du professeur d'architecture à l'Académie impériale des beaux-arts Alexandre Brioullov et de la baronne Alexandra Akexandrovna von Rall,.  
Il fait ses études à la faculté de physique et de mathématique de l'Université impériale de Saint-Pétersbourg. Il obtient en 1863 le titre de docteur (candidat ès sciences) en science physique et mathématique.  
De 1860 à 1864, il suit à l'académie les cours d'architecture de Constantin Thon, Andreï Stackenschneider, Alexandre Brioullov, David Grimm et Alexandre Rezanov en qualité d'auditeur libre.   
Pendant ces études, il est récompensé de deux petites et de trois grandes médailles d'agent « pour sa réussite en dessin  ».  En 1964, il sort de l'académie avec le titre d'artiste peintre de 3e classe, mention architecture.  
Il part ensuite à l'étranger, et vit en Italie, en France et en Angleterre. À Paris, il fréquente la classe du peintre français Léon Bonnat à l'École nationale supérieure des beaux-arts.   
En 1870 sa toile Après le travail ((ru) «После работы»), montrée dans une exposition de l'académie, obtient une grande médaille d'encouragement.   
De 1872 à 1914, il expose aux Ambulants. Il en est membre à partir de 1874, et est par la suite choisi comme trésorier et membre de la direction de la société.   
En 1883 il est nommé membre actif de l'académie impériale des beaux-arts, et devient membre de son conseil en 1904. Il est de 1897 à 1912 du département des beaux-arts du Musée russe de l'empereur Alexandre III.   

« Les peintres disaient de Brioullov qu'il était un bon mathématicien, qu'il avait terminé l'université et suivi des cours de mathématiques en anglais. Les mathématiciens assuraient qu'il était musicien, après avoir terminé le conservatoire, et les musiciens le renvoyaient à leur tour dans le giron des peintres.    
Il était aussi particulièrement doué de nature, et il semblait qu'il n'avait plus rien à apprendre dans ces trois spécialités. Et, en effet, il a peint des tableaux, découvert de grandes connaissances en mathématiques et joué du violoncelle et du piano »

— I. A Mintchenkov, Souvenirs des ambulants
Il meurt le 29 décembre 1914 à Saint-Pétersbourg. Il a été marié à l'écrivaine Sofia Konstantinovna Kavelina (ru), puis à Margarit Grigorievna Likhonina.

## Galerie

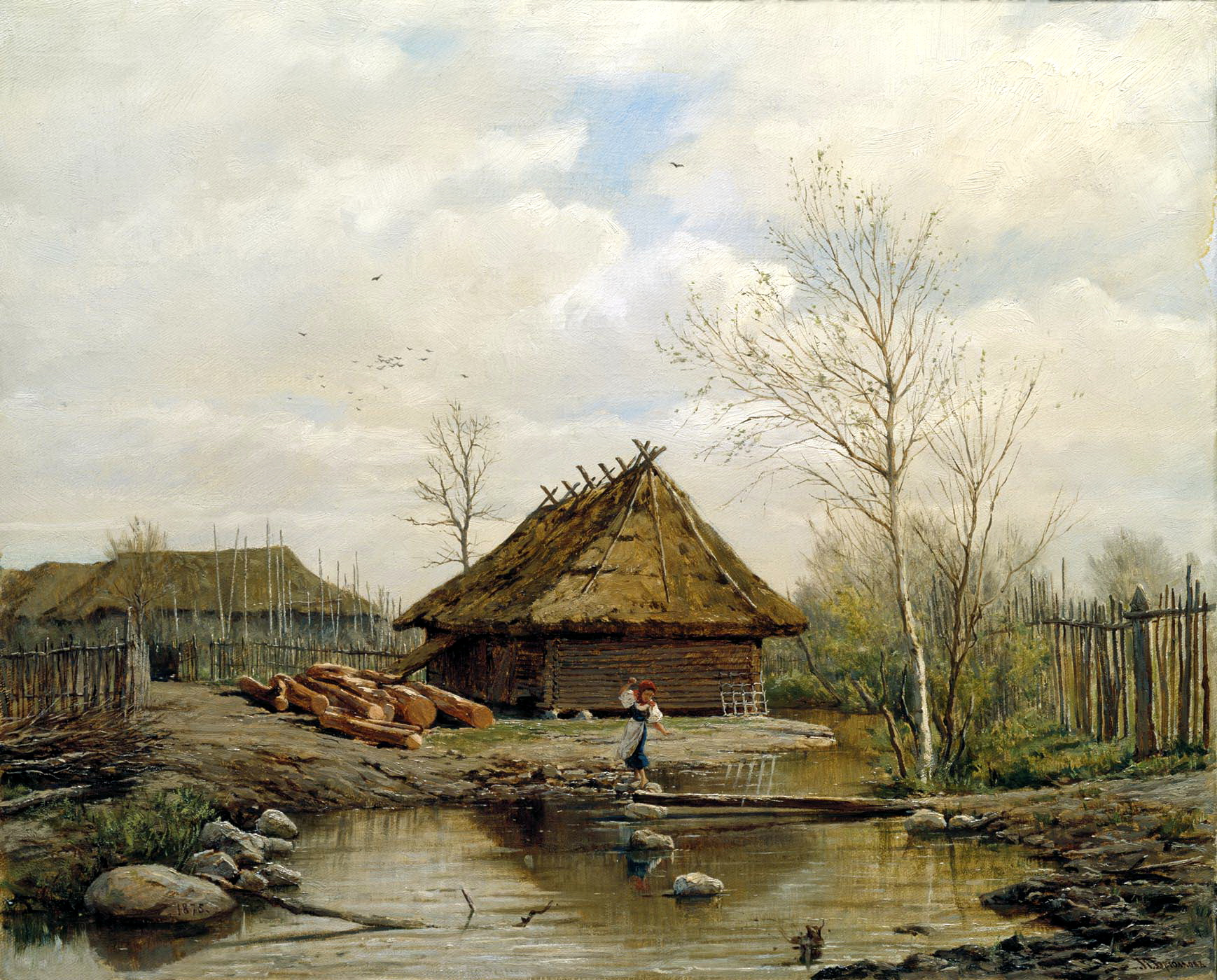
Printemps, (1875), Galerie Tretiakov
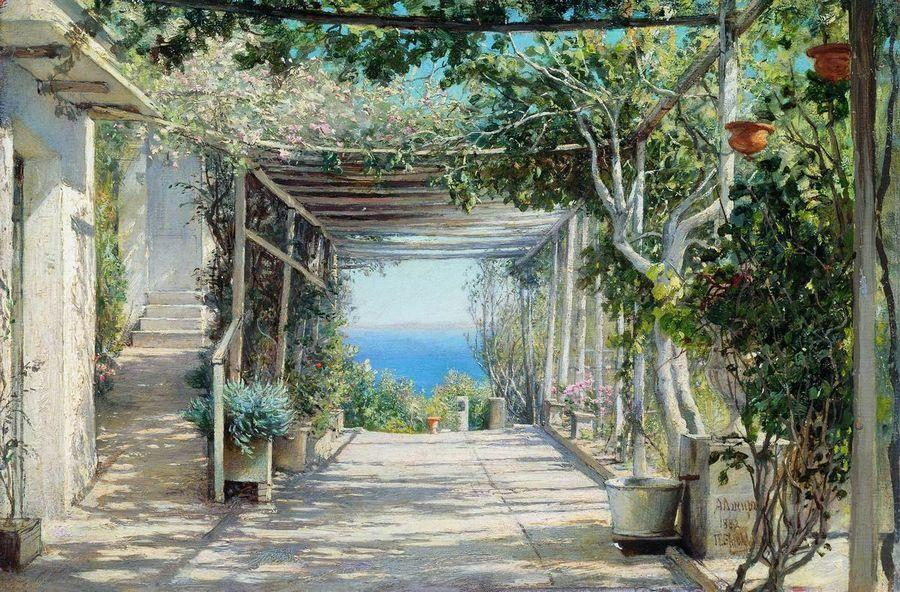
Veranda. Algérie (1882), Galerie Tretiakov
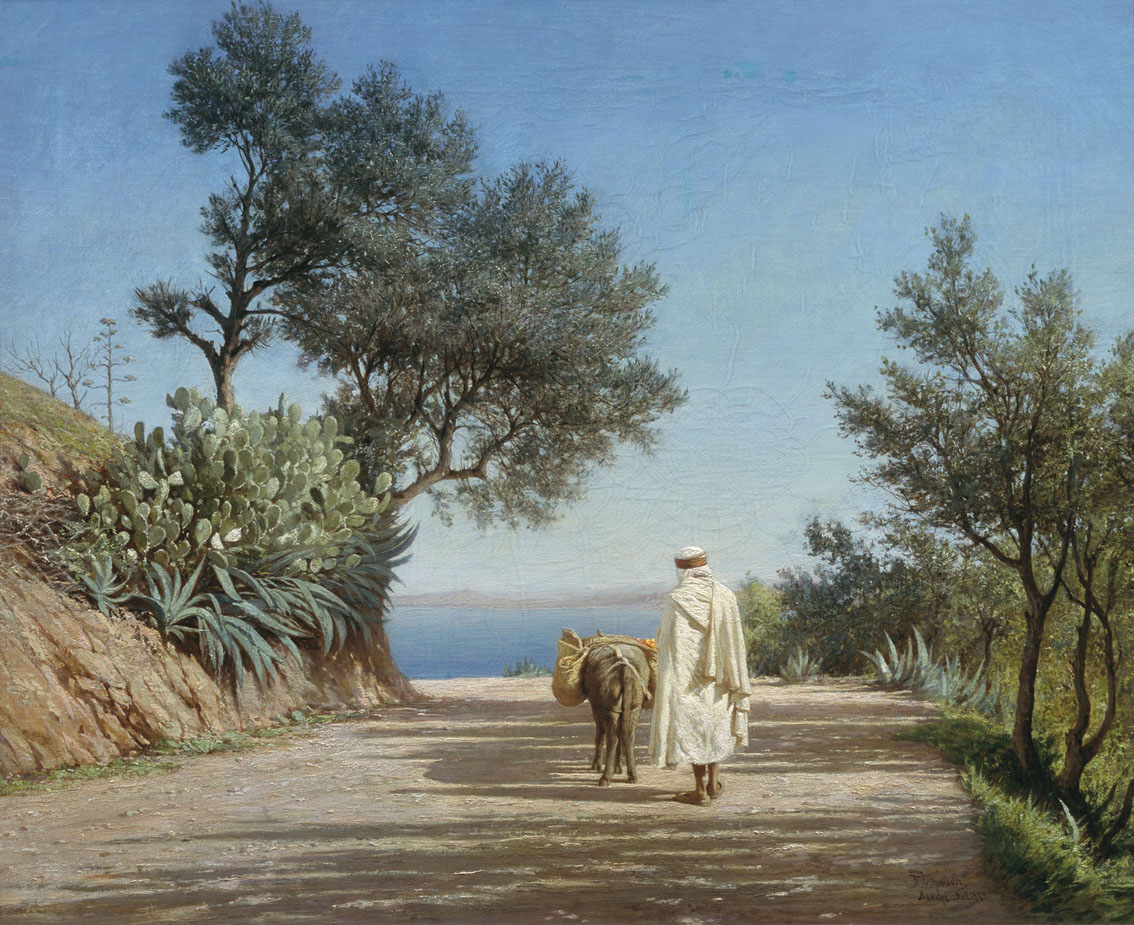
Chemin vers la mer. Algérie (1883)
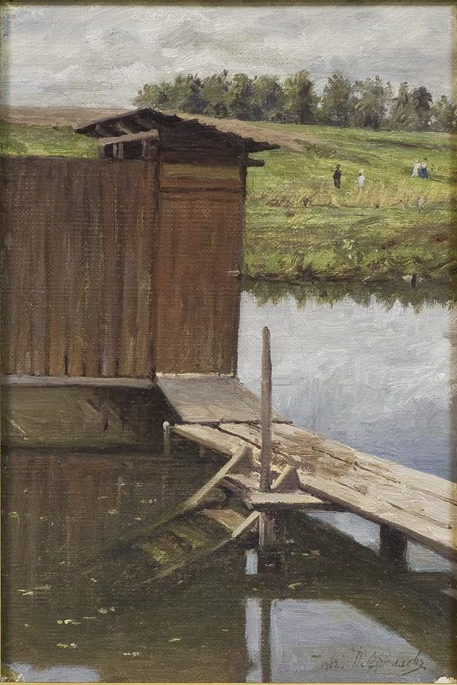
Bains (1902)
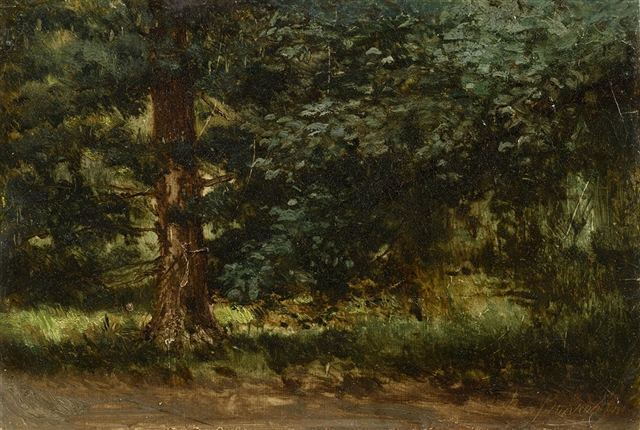
Forêt (avant 1914)